# Coniferina
A coniferina é um glicosídeo do álcool coniferílico, presente na seiva do lenho jovem das coníferas. 

## Ocorrência
A coniferina é o principal glicosídeo das coníferas e já foi isolada do lariço-europeu, (Larix decidua),  do abeto-falso, (Picea abies),  do cembro, (Pinus cembra) e do pinheiro canadense, (Pinus strobus); bem como de várias espécies de freixo. Já foi também encontrada no aspargo, na escorcioneira, na beterraba e em outras plantas.

## Obtenção
A coniferina é extraída dos ramos recentes das coníferas, por cozimento, filtração, evaporação e é purificada por recristalização.

## Propriedades
Na coniferina a D-glicose é ligada ao álcool coniferílico por meio de uma ligação β1-glicosídica. Seu diidrato cristaliza-se em agulhas incolores, solúveis em água e álcool etílico, mas não em éter. É inodora e tem sabor amargo, e decompõe-se lentamente quando exposta ao ar atmosférico.
Por aquecimento com ácidos diluídos, ou por ação da enzima emulsina (uma β-glicosidase) a coniferina é decomposta em D-glicose e álcool coniferílico. Quando umidecida com uma mistura de fenol e ácido clorídrico concentrado, a coniferina adquire cor azul intensa. Esta reação é utilizada para sua detecção nas várias coníferas. Por ação do dicromato de potássio em ácido sulfúrico a coniferina se oxida fornecendo vanilina. Este processo foi utilizado comercialmente, antes de ser substituído pelo processo mais eficiente de obtenção da vanilina a partir do eugenol. 

## Bioquímica
A coniferina é a forma em que o álcool coniferílico, utilizado na biossíntese da lignina e de inúmeras fitoalexinas é armazenado e transportado nas plantas.